# Legiune (demon)

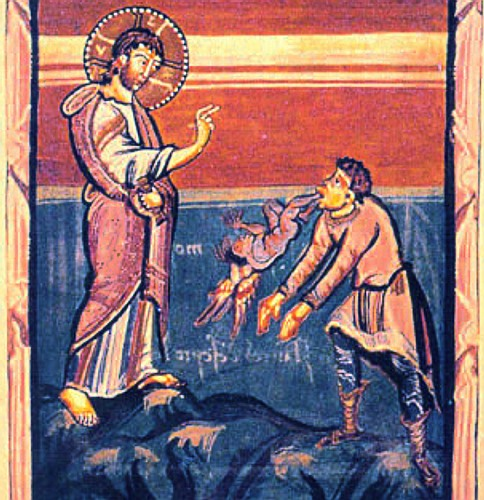
Reprezentare medievală a miracolului din Gadara

Legiune este un grup de demoni menționat în Biblia creștină. Noul Testament descrie o întâlnire în care Iisus a vindecat un om din Gadara posedat de demoni.

## În Biblie
În Evanghelia după Marcu, 5:8,9, descrie următoarele:
„Căci Iisus îi zicea: Duh necurat, ieși afară din omul acesta ! Care-ți este numele ? l-a întrebat Iisus. Numele meu este Legiune, a răspuns el, pentru că suntem mulți.”
În Evanghelia după Luca, 8:30, ne este descris:
„Isus l -a întrebat: ,,Cum îți este numele?`` ,,Legiune,`` a răspuns el; pentrucă intraseră mulți draci în el.”
În Evanghelia după Matei, 8:29-32:
„Cînd a ajuns Isus de partea cealaltă, în ținutul Gadarenilor, L-au întîmpinat doi îndrăciți, cari ieșeau din morminte. Erau așa de cumpliți, că nimeni nu putea trece pe drumul acela. Și iată că au început să strige: ,,Ce legătură este între noi și Tine, Isuse, Fiul lui Dumnezeu? Ai venit aici să ne chinuiești înainte de vreme?” Departe de ei era o turmă mare de porci, cari pășteau. Dracii rugau pe Isus și ziceau: ,,Dacă ne scoți afară din ei, dă-ne voie să ne ducem în turma aceea de porci.`` ,,Duceți-vă``, le -a zis El. Ei au ieșit, și au intrat în porci. Și deodată toată turma s'a repezit de pe rîpă în mare, și a pierit în ape.”